# 明尼苏达双子家庭研究
明尼苏达双胞胎家庭研究（英語：Minnesota Twin Family Study，简称：MTFS）是由明尼苏达大学的研究人员对双胞胎进行的一项纵向研究。 I明尼苏达双胞胎家庭研究(MTFS)是由明尼苏达大学的研究人员对双胞胎进行的一项纵向研究。它试图确定遗传和环境对心理特征发展的影响。
主要研究员是大卫·t·莱肯、马特·麦格、威廉·艾科诺和凯文·哈洛安。它涉及几个独立但相关的项目:
- 明尼苏达双子档案
- 明尼苏达双胞胎成人发展研究
- 明尼苏达双胞胎家庭研究(男性项目)
- 明尼苏达双胞胎家庭研究(女性项目)
- 兄弟姐妹互动和行为研究

## 档案
明尼苏达双子档案成立于1983年。其最初的目标是在1936年到1955年之间建立一个所有出生在明尼苏达州的双胞胎的档案，用于心理学研究。近年来，它增加了1961 - 1964年间出生的双胞胎。它主要通过邮件对8000多对双胞胎和家庭成员进行性格和兴趣测试。从这个项目中，它可以确认双胞胎和他们的家庭是人口的代表，他们的民意测验比报纸上的民意测验更准确。

## 研究
MTFS于1989年6月成立，使用的是同性别双胞胎11或17岁。 当时所有出生在MN的双胞胎都被邀请参与使用出生登记表数据。2000年又增加了500双成对的11岁双胞胎。双胞胎的研究对研究人员来说是有价值的，因为同卵双胞胎的基因和异卵双胞胎的平均比例是百分之五十。同卵双胞胎和异卵双胞胎在他们的环境中有一定的共同点(例如在家里的宗教活动)。这使得研究人员能够估计某些性状的遗传性。参与者被问及学术能力、个性和兴趣;家庭和社会关系;身心健康;生理测量。研究人员感兴趣的是精神病理学、物质滥用、离婚、领导以及其他与精神和身体健康、关系和宗教信仰有关的特征和行为。它获得了先锋基金和科赫基金会的资助。

## 双胞胎分养
1979年，托马斯·布查德(Thomas J. Bouchard)开始研究一对双胞胎，他们在出生时被分开，并在不同的家庭中长大。他发现，与他或她的孪生兄弟姐妹分开的双胞胎，在性格、兴趣和态度上，似乎有同等的概率，和他或她的孪生兄弟一起长大的人一样相似。 他由此得出结论，双胞胎之间的相似之处是由于基因，而不是环境，因为双胞胎之间的差异必须完全归因于环境。心理学家现在将这类研究称为采用策略。

## 引用
1. ↑  Iacono, William G.; McGue, Matt. . Twin Research. 21 February 2012, 5 (05): 482–487. doi:10.1375/twin.5.5.482.
2. ↑  Krueger, Robert F.; Johnson, Wendy. . Twin Research. 1 October 2002, 5 (5): 488–492. doi:10.1375/136905202320906336.
3. ↑  Bouchard, T.; Lykken, D.; McGue, M; Segal, N.; Tellegen, A. . Science. 12 October 1990, 250 (4978): 223–228. PMID 2218526. doi:10.1126/science.2218526.
4. ↑  .   [2018-03-27]. （原始内容存档于2016-05-13）.
5. ↑  .   [2018-03-27]. （原始内容存档于2016-06-17）.

## 扩展阅读
- Bouchard, Thomas J. Jr.; Lykken, David T.; McGue, Matthew; Segal, Nancy L.; Tellegen, Auke.  (PDF). Science. 1990, 250 (4978): 223–8  [2018-03-27]. PMID 2218526. doi:10.1126/science.2218526. （原始内容 (PDF)存档于2012-02-27）.
- Plomin, R., DeFries, J. C., Knopik, V. S., & Neiderhiser, J. M. (2012). Behavioral Genetics. 6th ed. New York: Worth Publishers. ISBN 978-1429242158

## 额外链接
- Minnesota Center for Twin & Family Research（页面存档备份，存于）
- Minnesota Twin Family Study website（页面存档备份，存于）
- Minnesota Twin Family Registry: Some initial findings（页面存档备份，存于）